# 山本徳源
山本徳源（やまもと とくげん、1927年12月13日 - 1995年12月2日）は、元ワーナー・パイオニア社長。

## 略歴
1927年、東京府北多摩郡狛江村（現・狛江市）に生まれる。1947年芝浦高等工学校卒業、1961年早稲田大学経済学部夜間部卒業。卒業後、上智大学、ハーバード大学で学ぶ。
アメリカン・スクール事務長、フルブライト委員会事務局、RCAレコード・アジア太平洋地区代表を歴任。1981年にワーナー・パイオニア常務となり、1985年から代表取締役社長。
その他、タイム・ワーナー特別顧問、デール・カーネギー・コース日本主催者、パンポテンシア代表取締役社長も務めた。
1995年12月2日、心筋梗塞のため死去。

## 訳書
- 「リーダーになるために」D.カーネギー著、D.カーネギー協会編、創元社